# Боровський Дмитро Леонідович
Дмитро Леонідович Боровський (нар. 12 січня 1980) — український футболіст, півзахисник аматорського клубу «Торпедо» (Миколаїв).

## Життєпис
Вихованець ДЮСШ «Торпедо» (Миколаїв). Розпочинав грати в аматорській команді «Гідролізнік» (Ольшанське). У 1999—2000 роках був гравцем СК «Миколаїв». Дебют у вищій лізі 7 березня 1999 року в поєдинку СК «Миколаїв» — «Металіст» (Харків), 0:2. Всього у вищому дивізіоні зіграв сім матчів.
Далі виступав у командах «Колос» (Степове), «Портовик» (Іллічівськ), «Олімпія ФК АЕС» (Южноукраїнськ) та «Водник» (Миколаїв).
З 2007 року грає за аматорський клуб «Торпедо» — срібний (2008, 2009) та бронзовий (2011) призер аматорського чемпіонату, фіналіст (2007) аматорського Кубка України, чемпіон (2008, 2010, 2011, 2013) і володар Кубка області (2011, 2012).